# Chwarzno-Wiczlino
Chwarzno-Wiczlino (kašubsky Chwôrzno-Wiczlëno) je předměstská čtvrť města Gdyně v Pomořském vojvodství v Polsku. Východní, severní a západní část čtvrti tvoří lesy Trojměstského krajinného parku (Trójmieski Park Krajobrazowy). Nejvyšším geografickým bodem Chwarzno-Wiczlina je bezejmenný kopec v lese přibližně 1 km na východ od historického centra Wiczlina (191,3 m n. m.), což činí z této městské částí druhou nejvyšší čtvrť Trojměstí. Čtvrtí protéká potok zvaný Potok Wiczliński a řeka Kacza. Chwarzno-Wiczlino je rezidenční čtvrtí a co do plochy je největší čtvrtí Gdyně.
Chwarzno-Wiczlino vzniklo spojením vesnic Chwarzno a Wiczlino.

## Další informace
Čtvrtí vedou také turistické stezky.

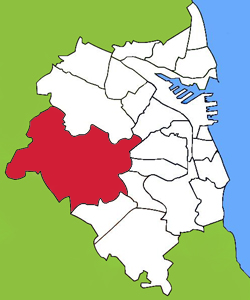
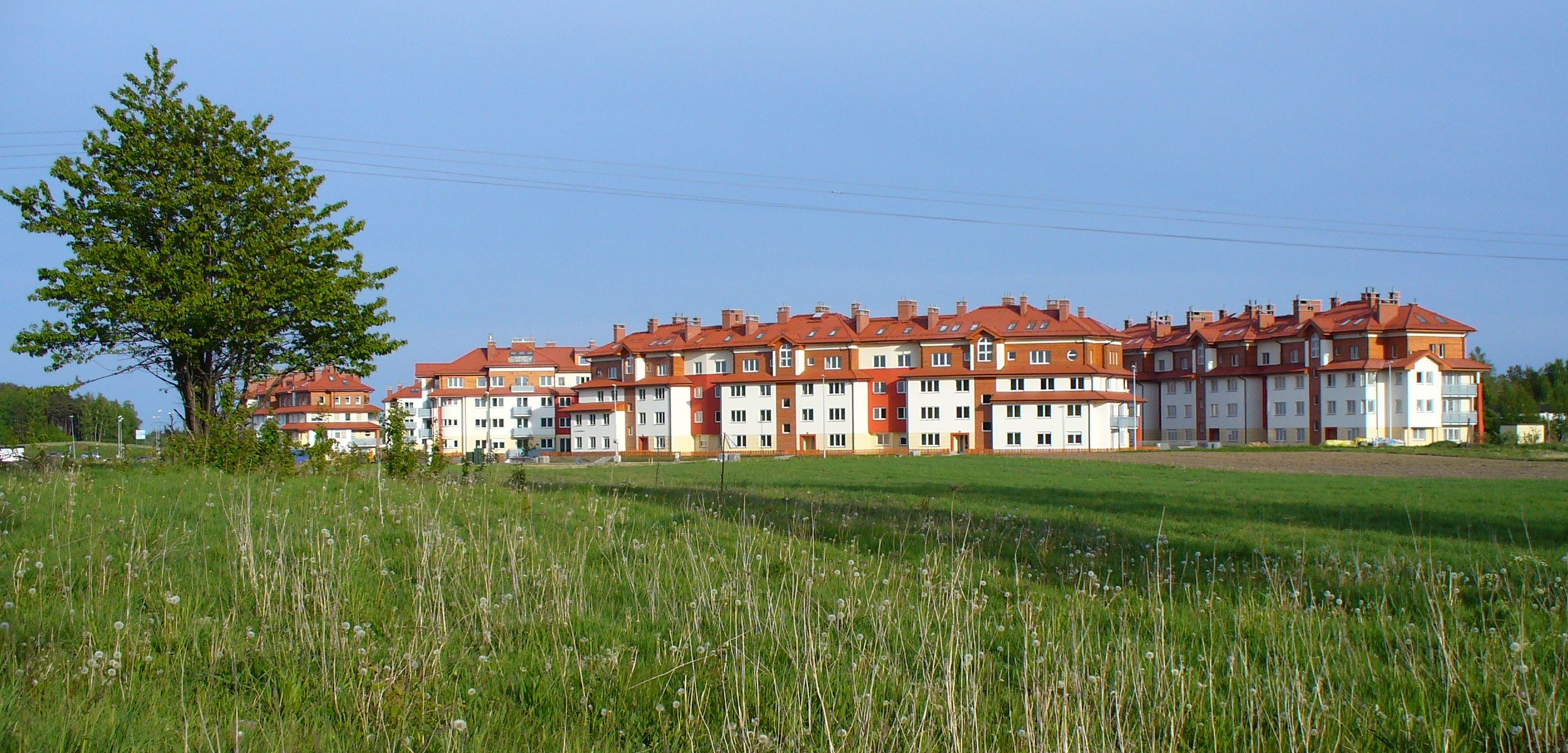

Galerie